# نظام الطبيعة (كتاب)

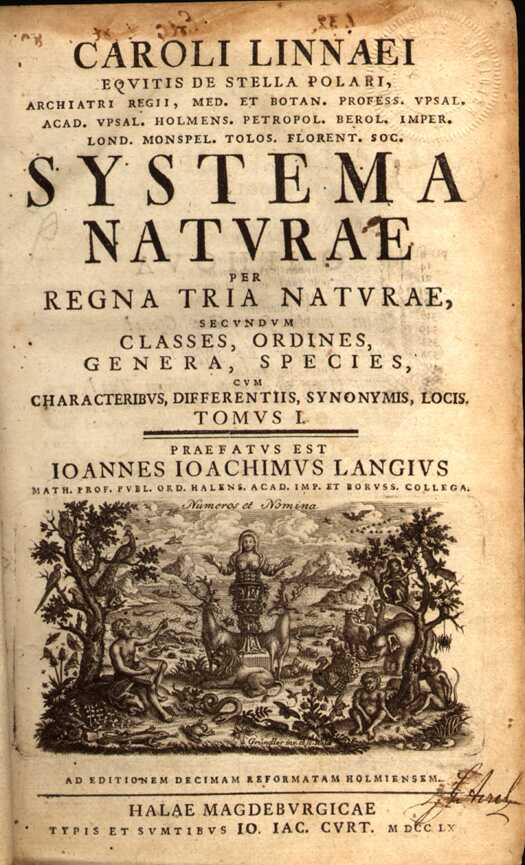
غلاف الإصدارة العاشرة من كتاب "نظام الطبيعة" الصادرة عام 1758 (يعود هذا الغلاف لطبعة معدَّلة قليلاً صدرت عام 1760 ولم تطبع إلا في ألمانيا عوضاً عن السويد).

نظام الطبيعة (بالسويدية: Systema Naturae) (صدر عام 1735) هو أحد الأعمال الكبرى التي أصدرها عالم النباتات والحيوانات والفيزيائي السويدي كارولوس لينيوس، وكان المقدمة الأولى في علم التصنيف اللينيوسي. كان نظام التسمية الثنائية الذي اعتمد عليه لينيوس في كتابه قد اخترع منذ أكثر من قرنين من إصدار الكتاب على يَدَيْ الأخوين جوهان وغاسبار بوهان، إلا أنَّ لينيوس هو أول مَن استعمل هذا النظام ضمن كتابٍ تصنيفيٍّ كامل. نشرت الإصدارة الأولى من الكتاب في عام 1735، إلا أنَّ إصدارته الأهم - وهي الإصدارة العاشرة - لم تصدر حتى عام 1758، حيث كان عنوانها: «نظام الطبيعة في ممالك الطبيعة الثلاثة، حسب الطوائف والرتب والأجناس والأنواع، ومع الخصائص والاختفات والنظائر والأماكن» (بالسويدية: Systema naturæ per regna tria naturæ, secundum classes, ordines, genera, species, cum characteribus, differentiis, synonymis, locis).
تعد الآن الإصدارة العاشرة من الكتاب المنشورة عام 1758 البداية الفعليَّة لتسمية الحيوانات، كما وقد نشر لينيوس لاحقاً بين عامي 1766 و1768 إصدارةً موسَّعة ومزادة كثيراً كانت الإصدارة الثانية عشرة. نشر جوهان فريدريك غملين بين عام 1788 و1793 كتاباً جديداً موسَّعاً في المجال ويسير على نفس نهج وأسلوب كتاب لينيوس، ويحمل الاسم ذاته «نظام الطبيعة» (Systema Naturae)، ومنذ مطلع القرن العشرين أصبح علماء الأحياء يعتبرون كتاب غملين الإصدارة الأخيرة من سلسلة «نظام الطبيعة»، بل وقد صنَّفته لجنة تسمية الحيوانات الدولية رسمياً على أنه الإصدارة الثالثة عشرة من كتاب لينيوس.